# Очанка хорватська
Очанка хорватська (Euphrasia liburnica) — вид квіткових рослин родини глухокропивових (Lamiaceae).

## Біоморфологічна характеристика
Це напівпаразитичний однорічник.

## Поширення
Південь Європи (Албанія, Болгарія, Греція, Італія, Крим, Румунія, Хорватія, Словенія).